# MiniGRAIL
MiniGRAIL — прекративший работу детектор гравитационных волн, расположенный в Голландии, в Университете Лейдена. Проект был закрыт в 2005 году.
Детектор представлял собой сферическую антенну диаметром 68 см, сделанную из сплава CuAl (6 %), массой 1150 кг. Резонансная частота равна примерно 2,9 кГц с рабочим диапазоном 230 Гц (возможно большей). При попадании на антенну, гравитационные волны с частотой 3 кГц передадут часть энергии шару, так что относительные размеры будут изменяться на dL/L = 4⋅10−21. Чтобы воспрепятствовать ложным срабатываниям в максимально возможной степени, MiniGRAIL установили на двух антивибрационных опорах, а шар поддерживается при температуре 20 мК.
Ещё один подобный детектор строится в Сан-Паулу. Синхронные наблюдения позволяют отсеивать ложные срабатывания детектора и значительно повысят достоверность обнаружения сигнала, если он вообще когда-либо будет детектирован.
Гравитационные волны могут рождаться при слиянии нейтронных звёзд, при увеличении нестабильности во вращающихся двойных нейтронных звёздах, а также при образовании малых чёрных дыр.

## Оригинальные статьи
- E. Coccia, V. Fafone, G. Frossati, J.A. Lobo and J.A. Ortega Phys.Rev. D 57 (1998) 2051—2060.